# 沈石年
沈石年（1917年4月—？），男，上海人，中国分析化学家，曾任上海工业大学教授。译有《微量分析中的环炉技术》。